# Sweet Valley High
Sweet Valley High is een Amerikaanse televisieserie gebaseerd op de gelijknamige tienerboekenserie geschreven door Francine Pascal en een aantal niet bekende schrijvers.
Het verhaal speelt in het fictieve Californische dorpje Sweet Valley (Engels voor zoete vallei), en draait speelt rond de eeneiige tweelingzussen Elizabeth en Jessica Wakefield die samen met hun vrienden, een groep scholieren van de Sweet Valley High, in allerlei typische tienersituaties komen.
De boekenseries van Sweet Valley worden doorgaans als lectuur gezien. Toch menen sommigen, dat de serie ook stof tot dieper nadenken geeft. De televisieserie werd geproduceerd door Saban Entertainment. In de Verenigde Staten is het complete eerste seizoen uitgebracht op dvd.
In Nederland was het programma vanaf het jaar 2000 te zien op het kinderkanaal Fox Kids doordeweeks om 17.35 uur, en van januari 2003 tot maart 2004 werd het in de vooravond op Nickelodeon uitgezonden, en enkele jaren later weer minstens eenmaal. Het is vooralsnog niet bekend in hoeverre de serie ook op de Vlaamse televisie te zien was.

## Cast
- Brittany Daniel - Jessica Wakefield
- Cynthia Daniel - Elisabeth 'Liz' Wakefield
- Amy Danles - Enid Rollins
- Shirlee Elliot - Lila Fowler (#2) (1996 - 1998)
- Jeremy Garrett - Todd Wilkins (#2) (1996 - 1998)
- Tiffany Hayes - Cheryl Thomas (1995 - 1998)
- Michael Perl - Winston Egbert
- Manley Pope - Devon Whitelaw (1997 - 1998)
- Harley Rodriguez - Manny Lopez
- Andrea Savage - Renata Vargas (1997 - 1998)
- Amarilis - Patty Gilbert (1994 - 1995)
- Ryan James Bittle - Todd Wilkins (#1) (1994 - 1996)
- Brock Burnett - Bruce Patman (1994-1995)
- Bridget Flanery - Lila Fowler (#1) (1994 - 1996)
- Christopher Jackson - Bruce Patman (1995 - 1996)
- John Jocelyn - Reginald 'Shred' Patman (1996 - 1997)

## Afleveringen
- Lijst van afleveringen van Sweet Valley High

## Titelsong
Look right down in a crowded hall, 

you see there's a beauty standing 

Is she really everywhere, 

or a reflection? 

One always calls out to you, 

the other shy and quiet 

Could there be two different girls, 

who look the same at...
Sweet Valley, Sweet Valley High - Sweet Valley 

Sweet Valley, Sweet Valley High - Sweet Valley 

Sweet Valley, Sweet Valley High 

Sweet Valley, Sweet Valley High
- Gezongen door Kathy Fisher
- Geschreven en gecomponeerd door Ron Wasserman